# 政務主任
政務主任（英語：Administrative Officer，簡稱AO）又稱政務官，是專業的管理通才，在香港特別行政區政府擔當重要角色。政務主任會定期被派往各決策局和部門擔任不同職位，參與制定政府政策，被視為是晉身首長級公務員的踏腳石。
前行政長官曾蔭權、林鄭月娥，前財政司司長曾俊華，前政務司司長陳方安生、許仕仁、林瑞麟及多名前任與現任局長，均曾任職政務主任。而大部分現任高層首長級公務員（常任秘書長、部門首長等）都是來自政務職系。

## 入職條件
政務主任入職條件甚高，申請人首先要：
1. 持有香港本地大學頒授的一級或二級榮譽學士學位或同等學歷；或持有香港任何一所大學頒授的學士以上的學位，或具備同等學歷，而其整體的學歷資格須與一級或二級榮譽學士學位相若；
2. 於政府綜合招聘考試中，英文運用、中文運用中皆取得第二級成績，並在能力傾向測試卷中取得合格成績。

此外於政務及行政主任聯合招聘考試中，中文及英文寫作（個案處理）試卷中取得合格成績，並通過三個回合的面試。最後，申請人於獲聘時須為香港永久居民及在香港居住滿七年。

## 政務職系編制及薪酬
| 薪級                   | 職級                                        | 例子 |
| ---------------------- | ------------------------------------------- | --- |
| D10                    | ---                                         | 原為政務司司長職級，高官問責制實行後懸空，至2009年取消 |
| D9                     | ---                                         | 原為財政司司長職級，高官問責制實行後懸空，至2009年取消 |
| D8或同級               | 首長級甲一級政務官 （原稱司級政務官）       | 決策局常任秘書長、司法機構政務長、警務處處長、廉政專員 |
| D7                     | ---                                         | 第 I 組部門首長：教育署署長及房屋署署長，第 I 組部門分別與所屬決策局合併後，再沒有人員出任首長級薪級第7點的職位。不過，薪常會建議暫時保留首長級薪級第7點，以備日後部門可能重新分類。 審計署署長。 |
| D6                     | 首長級甲級政務官                            | 第 II 組部門首長，如：路政署署長、一般紀律人員（指揮官級）薪級表4，相當於 D6，如：入境事務處處長、經貿辦（高級）處長                                                                              |
| D5                     | ---                                         | 第 III 組部門首長，如：庫務署署長、機電工程署署長 |
| D4                     | 首長級乙一級政務官                          | 決策局(高級)副秘書長、私人秘書、第 I 組部門副署長／副處長 |
| D3                     | 首長級乙級政務官 （原稱首長級乙二級政務官） | 司長高級政務助理、決策局副秘書長、第 II、III 組部門副署長／副處長、第 I 組部門高級助理署長／高級助理處長、經貿辦（中級）處長/（高級）副處長                                                       |
| D2                     | 首長級丙級政務官                            | 決策局首席助理秘書長、政務助理、副私人秘書、新聞秘書、各區民政專員、部門助理署長／助理處長、經貿辦（初級）處長/副處長/（高級）助理處長                                                            |
| D1                     | ---                                         | 決策局總助理秘書長、主管級專業人員，如：總工程師 |
| （總薪級表第45－49點） | 高級政務主任 （原稱高級政務官）             | 決策局（高級）助理秘書長、各區助理民政專員、部門高級政務主任、經貿辦（初級）副處長/助理處長 |
| （總薪級表第27－44點） | 政務主任 （原稱政務官）                     | 決策局助理秘書長、各區助理民政專員、部門政務主任 |

## 沿革
政務官前身是香港政府在1862年開始實施的官學生制度（英語：Cadet System）。香港首位華人政務官是1948年成為官學生的徐家祥。1959年7月，香港政府設立政務官職系，取代原來的「二級官學生」、「一級官學生」、「首長級官學生」。1968年，各區民政主任辦事處成立，隸屬華民政務司署，與新界各區理民府并置。市區劃分為10個區域，4個位於港島，6個位於九龍，與新界理民官雷同，各區域由1名政務主任主管，領導多名聯絡主任推行各項工作:5。民政主任向公眾闡釋政府政策及實際行政，向當局報告社會人士之反應，與街坊及其他地區組織保持密切聯絡，在其區域內調協政府之活動，安排暑期青年活動，及向公眾提供諮詢與投訴之服務:5。

## 外籍政務官
香港最後兩名外籍政務官已於2017年退休。
- 效率促進組專員蘇啟龍，JP（Kim Anthony Salkeld） [9]
- 香港駐紐約經濟貿易辦事處處長柏嘉禮，JP（Steve Barclay）（香港海外公務員協會前會長） [10]

## 外部連結
- 香港公務員政務職系（页面存档备份，存于）
- 政務主任/行政主任聯合招聘考試（页面存档备份，存于）
- 香港大學政府職位空缺查詢系統

## 腳註
1. ↑  警務人員薪級表59，相當於D8。
2. ↑  廉政專員不屬香港公務員，但薪酬與D8掛鈎。
3. ↑  審計署署長不屬香港公務員，但薪酬掛鈎於D6至D7。

## 另見
- 香港特別行政區政府常任秘書長
- 行政主任 (香港公務員)